# Imerimandroso (plaats)
Imerimandroso is een plaats en commune in het oosten van Madagaskar, behorend tot het district Ambatondrazaka, dat gelegen is in de regio Alaotra-Mangoro. Tijdens een volkstelling in 2001 telde de plaats 10.900 inwoners.
De plaats biedt naast lager onderwijs ook middelbaar onderwijs aan. 80 % van de bevolking werkt als landbouwer, 4 % houdt zich bezig met veeteelt en 15 % verdient zijn brood als visser. De belangrijkste landbouwproducten zijn cowpeas en pinda's; andere belangrijke producten zijn mais, maniok en rijst. Verder is 1% actief in de dienstensector.